# Мындаба
Мындаба (якут. Мындааба) — микрорайон села Борогонцы в Усть-Алданском улусе Республики Саха (Якутия) России. Входит в состав Мюрюнского наслега.

## География
Село находится в центральной части Якутии, в пределах Центральноякутской равнины, на юго-восточном берегу аласа Мюрю, на расстоянии примерно 0,5 километра (по прямой) к югу от села Борогонцы, административного центра улуса.
Климат
Климат характеризуется как резко континентальный. Средняя температура воздуха самого тёплого месяца (июля) составляет 18,7 °C; самого холодного (января) — −42,6 °C. Среднегодовое количество атмосферных осадков составляет 234 мм. Основное количество осадков выпадает в период с апреля по октябрь. Снежный покров держится в течение 225—250 дней в году.
Часовой пояс
Село Мындаба находится в часовой зоне МСК+6. Смещение применяемого времени относительно UTC составляет +9:00.

## Население
| 2002 | 2010 | 2021  |
| ---- | ---- | ----- |
| 771  | ↗792 | ↗1031 |

Половой состав
По данным Всероссийской переписи населения 2010 года в гендерной структуре населения мужчины составляли 49,2 %, женщины — соответственно 50,8 %.
Национальный состав
Согласно результатам переписи 2002 года, в национальной структуре населения якуты составляли 75 %.

## Улицы
Уличная сеть села состоит из пятнадцати улиц и одного переулка.